# Chissamba
Chissamba este un oraș din provincia Bié, Angola.